# Pancaregang
Pancaregang is een bestuurslaag in het regentschap Serang van de provincie Banten, Indonesië. Pancaregang telt 1945 inwoners (volkstelling 2010).